# بيفرلي ماكيفر
بيفرلي ماكيفر (بالإنجليزية: Beverly McIver)‏ هي رسامة أمريكية، ولدت في 1963 في غرينزبورو في الولايات المتحدة.